# Evacuatie van Arnhem
De evacuatie van Arnhem was het door de Duitse Wehrmacht gedwongen vertrek van tienduizenden inwoners van de Nederlandse stad Arnhem en plaatsen in de directe omgeving van 23 tot 25 september 1944 gedurende de Slag om Arnhem in de Tweede Wereldoorlog. De Duitse bezetter besloot hiertoe om de stad makkelijker te kunnen verdedigen tegen de geallieerde aanval en om beslag te kunnen leggen op de goederen in de stad.
De evacuatie verliep ongeorganiseerd en moeizaam en had een zware impact op veel inwoners, die alleen de hoogstnoodzakelijke spullen mee mochten nemen, niet wisten waar ze heen moesten, wanneer ze weer terug zouden kunnen keren en in welke staat hun woningen en overige spullen zich zouden bevinden (zeer slecht, zoals zou blijken). Pas na de geallieerde bevrijding van Arnhem op 14 april 1945 konden de evacués in principe terugkeren, maar praktisch was dat vaak zeer moeilijk omdat verreweg de meeste huizen onbewoonbaar waren geworden door oorlogsschade en plunderingen. Sommigen keerden pas in september 1945 terug, anderen keerden nooit meer terug.
De evacuatie van Arnhem heeft mogelijk wel honderden extra burgerslachtoffers voorkomen, aangezien het in de maanden daarna, net als het bevrijde Nijmegen aan geallieerde zijde, aan het front kwam te liggen en regelmatig werd beschoten. Nijmegen is echter nooit geëvacueerd tijdens de vijf maanden dat het door de Duitsers vanaf de noordoever van de Waal werd bestookt, waardoor honderden Nijmeegse burgers om het leven kwamen. Bij de uiteindelijke geallieerde bevrijding van Arnhem in april 1945 werd er daarom weliswaar grote schade aan gebouwen aangericht, maar vielen er bijna geen burgerdoden, behalve tijdens de Slag om de Geitenkamp (12–13 april 1945), waarin een Brits-Canadees bombardement veel doden veroorzaakte onder de allerlaatste overgebleven bewoners (voornamelijk dwangarbeiders en NSB-gezinnen).

## Achtergrond
De Slag om Arnhem tussen Duitse en geallieerde troepen vond plaats tussen 17 en 26 september 1944 en eindigde in een debacle voor de geallieerden, waarmee Operatie Market Garden een mislukking werd en de oorlog nog 8 maanden zou voortslepen (5 maanden langer dan het geallieerde opperbevel had beoogd). Bij de Duitse bezetter zat de schrik er echter goed in: de Rijn was ineens het front geworden. De Duitse Wehrmacht verordonneerde op 23 september evacuatie van de stad, alsmede van een aantal omringende plaatsen: Renkum, Heveadorp, Doorwerth, Wolfheze, Heelsum, Oosterbeek en Wageningen, en grote delen van de Liemers. Dit was opdat het Duitse leger de stad makkelijker kon verdedigen tegen de geallieerde aanval (mede uit angst dat de burgerbevolking de geallieerden zou helpen:0:33) en tegelijk beslagleggen op tal van gebouwen en goederen voor eigen gebruik of inwoners van door geallieerden platgebombardeerde Duitse steden.

## Verloop

### Het evacuatiebevel
Het bevel tot evacuatie kwam op zaterdag 23 september van de Wehrmacht. Op zondag 24 september liet de leiding van het Rode Kruis in de straten van Arnhem overal in de stad gestencilde pamfletten ophangen met de volgende tekst:

Aan de Bevolking van Arnhem
Op bevel van de Duitsche Weermacht moet de geheele bevolking van Arnhem evacueeren, t.w.: beneden de spoorlijn heden (Zondag) en boven de spoorlijn uiterlijk maandagavond 25 September. Als evacuatierichting wordt aanbevolen richting APELDOORN en richting EDE. De bevolking wordt aangeraden om zich in kleine buurt-groepen (stadswijken) te organiseren en voor het vervoer van ouden van dagen, hulpbehoevenden en kinderen met eigen organisatiemiddelen zorg te dragen. Ook ziekenhuizen worden geëvacueerd, hetgeen door het Roode Kruis wordt verzorgd, waardoor deze organisatie reeds overbelast is.
Ieder dient dus zich dus binnen zijn groep zooveel mogelijk zelf te redden. Van gemeentewege zal langs den weg naar Apeldoorn op een reeks plaatsen hulpposten worden gevestigd. Ieder neme slechts het hoognoodige mede en wel voornamelijk dekens, eetgerei en mondvoorraad. In verband met luchtgevaar wordt men aangeraden kleine groepen te vormen, voorzien van witte vlaggen.
namens de Evacuatie-Commissaris, de Kringcommissaris van het Roode Kruis [jonkheer dr. J.N. van der Does].

### Uitvoering

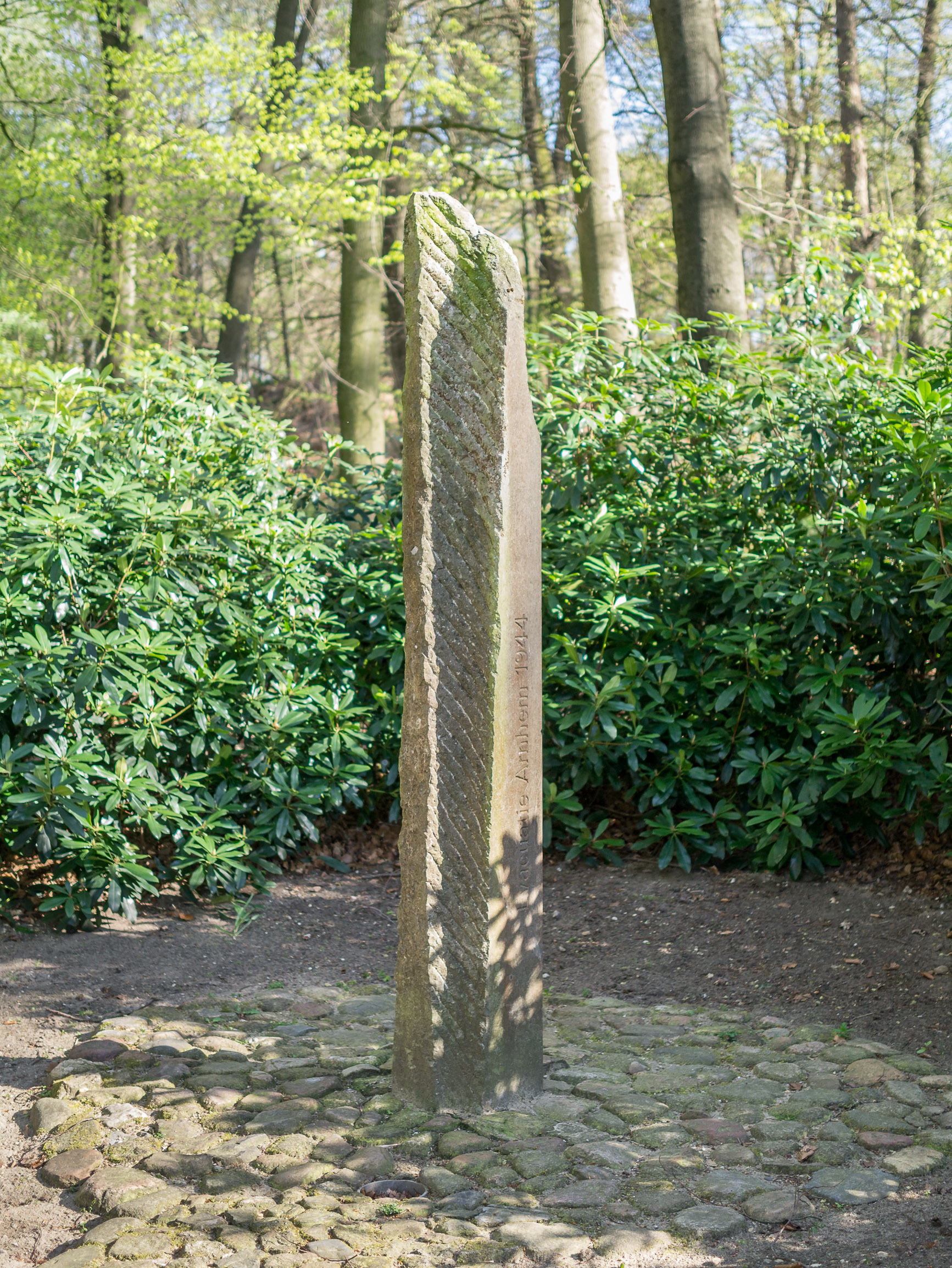
Monument in het Openluchtmuseum (onthuld in 1984)

Er was aanvankelijk veel twijfel over en weerstand tegen het evacuatiebevel onder zowel burgers als ambtenaren, aangezien sommigen net als tijdens Dolle Dinsdag (5 september 1944) dachten dat de geallieerde bevrijding binnenkort zou komen en nog niemand wist dat het nog acht maanden zou duren (april 1945). Veel burgers dachten dat ze al gauw weer terug naar huis zouden kunnen gaan of weigerden te vertrekken als de bezetting toch al bijna voorbij zou zijn. Sommige collaborateurs waren al gevlucht, inclusief NSB-burgemeester Eugène Albert Arnold Liera die op 17 september haastig Arnhem verliet, zodat de plaatsvervangend kringleider van de NSB Arjen Schermer uiteindelijk waarnemend burgemeester werd. Sommige ambtenaren bleven met de bezetters samenwerken (vaak simpelweg om de burgers zo veel mogelijk te helpen, maar soms ook voor eigen gewin), andere ambtenaren stopten met samenwerken en wachtten af wat er zou gebeuren; weer andere ambtenaren begonnen verzet te plegen, met alle risico's van dien.
Op 25 september 1944 trok de Arnhemse bevolking in opdracht van de bezetter noord- en westwaarts, meestal lopend, en soms met bakfiets of een wagentje waarin enkele bezittingen konden worden meegenomen. De accommodatie was in sommige gevallen niet meer dan een kippenhok, een met sloophout gebouwd onderkomen, en verder scholen, schuren en bij burgers in huis.
Schattingen van het aantal evacués lopen uiteen van 90.000 tot meer dan 100.000 tot ongeveer 150.000.:0:33 Slechts weinigen bleven achter in Arnhem en de omliggende plaatsen. Alleen mensen met ontheffing mochten blijven, waaronder politie- en brandweerfunctionarissen, en wat personeel van Koninklijke Burgers' Zoo om voor de dieren te zorgen.
De evacués werden ondergebracht in allerlei steden en regio's in het resterende bezette gebied, van Apeldoorn, Ede, de Veluwe tot in Friesland. Men werd meestal door medewerkers van het Rode Kruis opgevangen, en kreeg dan het adres aangewezen waar men kon verblijven. De tocht was niet zonder gevaar, bij de brug over de IJssel in Zwolle stond een wachtpost die alle mannen jonger dan 50 oppakte voor tewerkstelling. Diverse mannen ontsnapten hieraan door achter te blijven onder de IJssel, of door onder te duiken in plaatsjes rondom Hattem.
Ook het Arnhemse Openluchtmuseum bood onderdak aan de vluchtelingen.
Na het vertrek van de bewoners werden huizen door Duitse bezettingstroepen en anderen geplunderd.

## Na de oorlog
Na de bevrijding van Arnhem op 14 april 1945 (tijdens Operatie Anger) mochten langzamerhand de vluchtelingen terug naar huis, maar het repatriëren zou maanden in beslag nemen. Sommigen keerden pas in september 1945 terug. In Arnhem aangekomen vond men een verwoeste en geplunderde stad, waar slechts 1 procent van de huizen nog bewoonbaar was. Door het Rode Kruis werd een hulpactie gecoördineerd onder de naam H.A.R.K. (Hulp Actie Roode Kruis, opgericht op 9 mei 1945 en opgeheven op 31 mei 1947). Geld en goederen werden ingezameld en ook vanuit het westen van Nederland kwam hulp via de actie Amsterdam helpt Arnhem.
Alleen in de wijk de Geitenkamp was een relatief grote groep mensen achtergebleven, ca. 900 van de 8000 bewoners en enkele duizenden dwangarbeiders. De wijk was geheel afgesloten met prikkeldraadversperringen. Er vonden daar overigens ook diverse fusillades plaats van opgepakte werkweigeraars, die door pro-Duitse wijkgenoten verraden waren. Na de bevrijding werden de Geitenkampers gezien als collaborateurs, overigens voor het grootste deel onterecht.

## Herdenkingen
Op de hoek van de Jansbuitensingel en de Apeldoornseweg is in 1995 een monument geplaatst dat herinnert aan de evacuatie van Arnhem. Het opschrift op de bronzen plaat onder de plaquette luidt:
| WEG WEG ... MAAR WAARHEEN GEDENKTEKEN EVACUATIE ARNHEM 1944 SEPTEMBER - APRIL 1945 |

Er wordt jaarlijks een herdenking bij de plaquette gehouden, maar deze wordt door relatief weinig mensen bijgewoond vanwege de onpraktische locatie en andere grote herdenkingen van de Slag om Arnhem in september.